# Geordie
Geordie byla anglická glam rocková kapela z Newcastle upon Tyne, která působila v 70. letech.

## Historie
Kapelu tvořili: Vic Malcolm (kytara), Tom Hill (baskytara), Brian Gibson (bicí) a Brian Johnson (zpěv). Kapela vydala své debutové album Hope You Like It v roce 1973 a rozpadla se v roce 1978.
Poté, co v roce 1980 zemřel zpěvák kapely AC/DC Bon Scott, stal se v kapele jeho nástupcem právě Brian Johnson, jehož zpěvácké kvality Scott za svého života oceňoval. Johnson pak ve stejném roce nahrál s AC/DC veleúspěšné album Back in Black.
Kapela Geordie se zreformovala již bez Johnsona a v roce 1983 vydala album No Sweat, které však nebylo úspěšné. Později se kapela přejmenovala na Powerhouse a v roce 1986 vydala stejnojmenné album a poté se definitivně rozpadla.
Johnson vystoupil s kapelou v roce 2001, tedy v době kdy AC/DC nebyli příliš aktivní.

## Diskografie
- Hope You Like It (1973)
- Don't Be Fooled By The Name (1974)
- Masters Of Rock (1974) Kompilace
- Save The World (1976)
- No Good Woman (1978)
- Geordie Featuring Brian Johnson (1980) Kompilace
- Brian Johnson & Geordie (1981) Kompilace
- No Sweat (1983) (with new singer)
- A Band From Geordieland (1996) Kompilace
- The Best Of Geordie (1997) Kompilace
- Can You Do It? (2000) Kompilace
- The Singles Collection (2001) Kompilace